# Fränzi Kühne

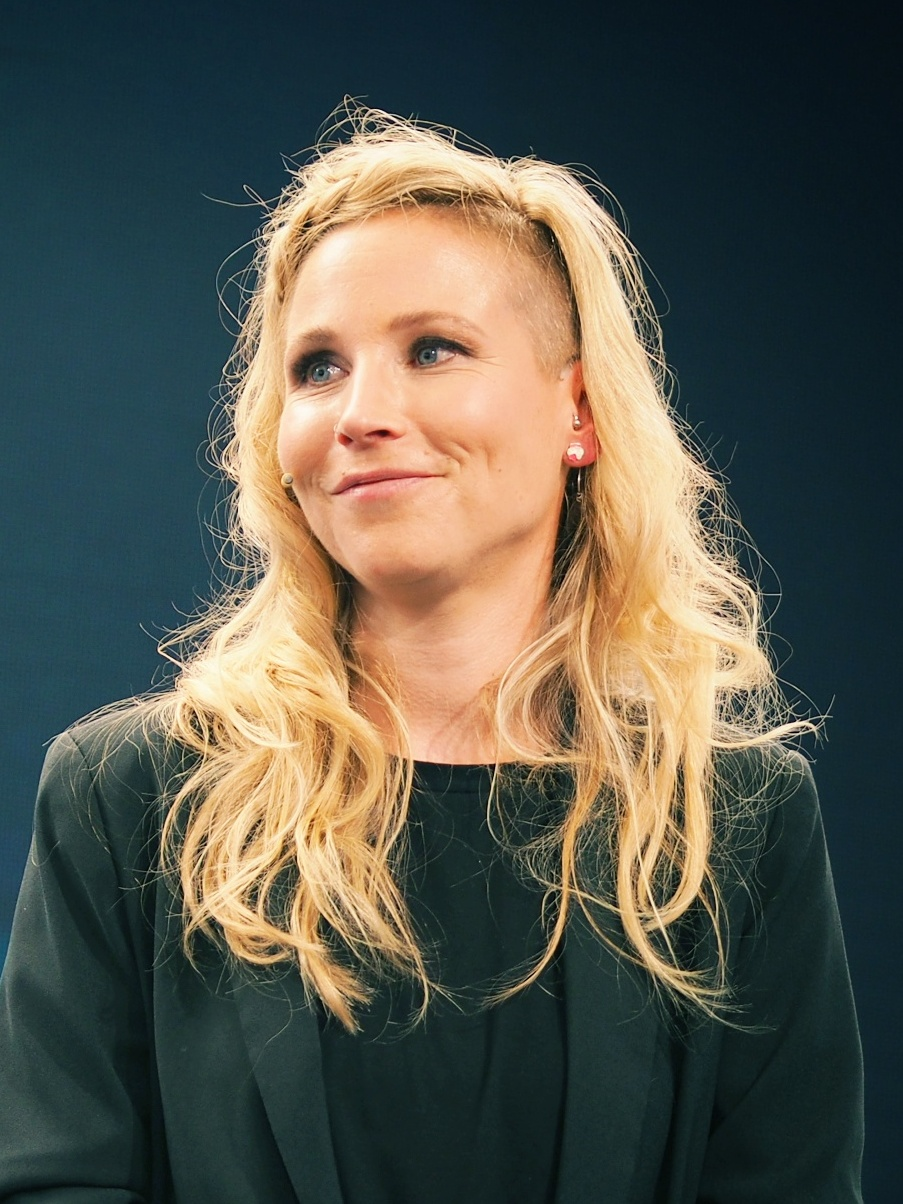
Fränzi Kühne, 2023

Fränzi Kühne (* 23. März 1983 in Ost-Berlin) ist eine deutsche Unternehmerin auf dem Gebiet Digitalisierung. Sie war Mitbegründerin der ersten Social-Media-Agentur in Deutschland und wurde 2017 als jüngste Aufsichtsrätin in ein börsennotiertes Unternehmen gewählt.

## Leben
Kühne wurde in Berlin-Pankow geboren und wuchs in Marzahn auf. Sie studierte zunächst Lebensmitteltechnologie an der TU Berlin und wechselte dann für ein Jurastudium an die FU Berlin, das sie abbrach, um 2008 zusammen mit ihrem Jura-Kommilitonen Christoph Bornschein und mit Boontham Temaismithi die Digitalagentur Torben, Lucie und die gelbe Gefahr GmbH (TLGG) in Berlin zu gründen. Es war die erste Agentur in Deutschland, die digitale Marketingstrategien für Unternehmen entwickelt und Führungskräfte und Gründer zu Digitalisierungsfragen berät. Zu ihren Kunden gehörten u. a. die Lufthansa, der Musikstreamingdienst Spotify und die Deutsche Bahn. Im November 2014 kürte Edition F Fränzi Kühne zu einer der wichtigsten 25 Frauen der digitalen Zukunft. 2015 erwirtschaftete das Unternehmen knapp zehn Millionen Euro und wurde in einem Ranking als eine der 40 weltweit wichtigsten Social-Media-Agenturen genannt. Im selben Jahr verkauften die drei Gründer TLGG an den amerikanischen Medienkonzern Omnicom, blieben aber in der Geschäftsführung. Bis 2020 wuchs die Agentur auf 200 Mitarbeiter heran.
Ende 2016 wollte der Konzern Freenet AG seinen Aufsichtsrat mit Digitalkompetenz verstärken und benötigte wegen der gerade eingeführten Frauenquote für Aufsichtsräte eine Frau, die Erfahrung mit der Leitung eines Unternehmens aus diesem Bereich hatte. Kühne wurde angefragt, sagte zu und wurde 2017 von der Hauptversammlung mit 99 Prozent der Stimmen gewählt. Sie war damit die jüngste Aufsichtsrätin Deutschlands in einem börsennotierten Unternehmen. Ein weiteres Aufsichtsratsmandat hat sie bei der Württembergischen Versicherung AG inne.
Seit März 2018 ist Kühne im Stiftungsrat der AllBright Stiftung und engagiert sich für mehr Frauen in Führungspositionen. Die Stiftung veröffentlicht regelmäßig Berichte über die Situation von Frauen in Führungsgremien. Im Vergleich mit dem Frauenanteil in den Vorständen der 30 führenden Börsenunternehmen in Deutschland, Frankreich, Großbritannien, Polen, den USA und Schweden belegt Deutschland den letzten Platz. Kühne fordert 40 Prozent Frauenanteil in den Vorständen.
Ende Januar 2020 zog sich Fränzi Kühne aus der Geschäftsführung von TLGG zurück. Seit Sommer 2020 sitzt sie im Beirat der Unternehmensberatung „365 Sherpas“.
Kühne publizierte Fachbeiträge zu den Themen Digitalisierung, Unternehmertum und Gender.
In einem Porträt in der Welt von 2020 über fünf weibliche Vorbilder in Mode, Politik und Wirtschaft wurde sie als „Vordenkerin und seit über einem Jahrzehnt ein wichtiges Vorbild für Frauen in der Digitalbranche“ bezeichnet.
In ihrem Anfang 2021 herausgekommenen Buch Was Männer nie gefragt werden. Ich frage trotzdem mal setzt sie sich mit Reaktionen von Männern auf Fragen auseinander, die im wirtschaftlichen und politischen Leben üblicherweise nur an Frauen gestellt werden, wie etwa: „Sie tragen meist Anzug und Krawatte – das ist Standard in der Politik, oder?“, oder: „Mussten Sie sich zwischen Kindern und Ihrem Start-up entscheiden [...] ?“
Seit 2022 ist Kühne gemeinsam mit Boontham Temaismithi Chief Digital Officer der  edding AG.

## Privates
Kühne ist Mutter von zwei Töchtern und lebt mit ihrer Familie in Berlin. Sie ist mit Florian Hayler liiert, der das Ramones-Museum in Berlin leitet.

## Auszeichnungen
2022 wurde sie von Femtec.Alumnae, einem Netzwerk von Frauen aus MINT-Berufen, mit dem Felicitas-Preis in der Kategorie „Karriere fördern“ ausgezeichnet.

## Veröffentlichungen
- Veränderung lässt sich nicht aussitzen. In: Anabel Ternès von Hattburg (Hrsg.): Digitalisierung als Chancengeber. Springer Gabler, Wiesbaden 2019, ISBN 978-3-658-26892-3, S. 117–124.
- Erfolgreich wirken. In: Diana von Kopp (Hrsg.): Top im Job. Wie Sie leben, arbeiten und Ihr Potenzial entfalten. Springer, Berlin/Heidelberg 2020, ISBN 978-3-662-61377-1, S. 21–37.
- Was Männer nie gefragt werden. Ich frage trotzdem mal. Fischer, Frankfurt am Main 2021, ISBN 978-3-596-70582-5.